# Brejão
Brejão es un municipio brasileño del estado de Pernambuco. Administrativamente, Brejão está formado por el distrito sede y por el poblado de Santa Rita. Tiene una población estimada al 2020 de 8.987 habitantes.

## Historia
En diciembre de 1908 fue creado el distrito con el nombre de Brejão de Santa Cruz, perteneciente al municipio de Garanhuns. En 1936, el nombre fue cambiado a Brejão. Fue constituido como municipio autónomo en 1958.
Es una región que tiene como principal fuente de ingresos el trabajo rural, mayoritariamente la producción de leche.